# Bruno Soriano
Bruno Soriano Llido (spanyol kiejtéssel:ˈbɾuno soˈɾjano ˈʎiðo; Artana, 1984. június 12. –), legtöbbször egyszerűen csak Bruno, spanyol labdarúgó.

## Pályafutása

### Klubcsapatban
A Villarreal CF utánpótlásának "terméke" Artanában (Castellón, Valencia Autonóm Közösség) született. Az első csapatban 2006. október 1-én mutatkozott be az RCD Mallorca ellen 2–1-re megnyert idegenbeli La Liga-meccsen; első felnőttmeccseit a Tercera Divisiónban szereplő tartalékcsapatban játszotta.
Bruno a 2007–08-as szezonban lett stabil tag az első csapatban, de nem harcolt ki állandó tagságot a kezdőben. Ugyanez volt a következő szezonban is, annyi különbséggel, hogy a Sárga Tengeralattjáró kvalifikálta magát az Európa-ligába 5. helyével.
A 2009–10-es szezonban Bruno alapember lett, végleg megnyerve a kezdőcsapatért folytatott harcot az uruguayi Sebastián Eguren ellen. A következő évadban mindössze 1 meccset hagyott ki a 38-ból, és a klub a negyedik helyével visszatért a Bajnokok Ligájába.

### A válogatottban
2010. augusztus 5-én Vicente del Bosque három új játékost hívott be a dél-afrikai világbajnokságon győztes spanyol labdarúgó-válogatott Mexikó elleni barátságos mérkőzésre, Bruno volt az egyik. 11-én be is mutatkozhatott, a Mexikóvárosban rendezett 1–1-es meccsen 71 percet játszott.

## Statisztikák

### Klubcsapatokban
2024. augusztus 11-i állapot szerint.
| Klub             | Szezon           | Bajnokság        | Bajnokság | Bajnokság | Kupa  | Kupa  | Nemzetközi | Nemzetközi | Összes | Összes |
| Klub             | Szezon           | Liga             | Mérk.     | Gólok     | Mérk. | Gólok | Mérk.      | Gólok      | Mérk.  | Gólok  |
| ---------------- | ---------------- | ---------------- | --------- | --------- | ----- | ----- | ---------- | ---------- | ------ | ------ |
| Villarreal       | 2006–07          | La Liga          | 3         | 0         | 1     | 0     | 1          | 0          | 5      | 0      |
| Villarreal       | 2007–08          | La Liga          | 21        | 0         | 4     | 1     | 6          | 0          | 31     | 1      |
| Villarreal       | 2008–09          | La Liga          | 25        | 0         | 2     | 0     | 7          | 0          | 34     | 0      |
| Villarreal       | 2009–10          | La Liga          | 33        | 0         | 4     | 0     | 6          | 0          | 43     | 0      |
| Villarreal       | 2010–11          | La Liga          | 37        | 0         | 4     | 0     | 15         | 0          | 56     | 0      |
| Villarreal       | 2011–12          | La Liga          | 37        | 3         | 2     | 0     | 7          | 0          | 46     | 3      |
| Villarreal       | 2012–13          | Segunda División | 36        | 4         | 1     | 0     | –          | –          | 37     | 4      |
| Villarreal       | 2013–14          | La Liga          | 36        | 6         | 3     | 0     | –          | –          | 39     | 6      |
| Villarreal       | 2014–15          | La Liga          | 24        | 2         | 5     | 1     | 8          | 2          | 37     | 5      |
| Villarreal       | 2015–16          | La Liga          | 31        | 5         | 2     | 0     | 12         | 2          | 45     | 7      |
| Villarreal       | 2016–17          | La Liga          | 34        | 5         | 1     | 0     | 10         | 1          | 45     | 6      |
| Villarreal       | 2017–18          | La Liga          | 0         | 0         | 0     | 0     | 0          | 0          | 0      | 0      |
| Villarreal       | 2018–19          | La Liga          | 0         | 0         | 0     | 0     | 0          | 0          | 0      | 0      |
| Villarreal       | 2019–20          | La Liga          | 7         | 0         | 0     | 0     | –          | –          | 7      | 0      |
| Karrier összesen | Karrier összesen | Karrier összesen | 324       | 25        | 29    | 2     | 72         | 5          | 425    | 32     |

### A válogatottban
2024. augusztus 11-i állapot szerint.
| Spanyolország | Spanyolország | Spanyolország |
| Év            | Mérk.         | Gólok         |
| ------------- | ------------- | ------------- |
| 2010          | 1             | 0             |
| 2011          | 1             | 0             |
| 2012          | 2             | 0             |
| 2014          | 2             | 0             |
| 2016          | 4             | 0             |
| Összesen      | 10            | 0             |

## Fordítás
Ez a szócikk részben vagy egészben  a   Bruno Soriano című angol Wikipédia-szócikk ezen változatának fordításán alapul.  Az eredeti cikk szerkesztőit annak laptörténete sorolja fel. Ez a jelzés csupán a megfogalmazás eredetét és a szerzői jogokat jelzi, nem szolgál a cikkben szereplő információk forrásmegjelöléseként.